# Philippe Malige
Pour les articles homonymes, voir Malige.
Philippe Malige est un arbitre français de football né le 13 mars 1967 à Nîmes.
Il a été nommé arbitre de la fédération en 1993.
| Saison    | Compétitions      | Nbre de matchs | Cartons jaunes | Cartons rouges |
| --------- | ----------------- | -------------- | -------------- | -------------- |
| 2006-2007 | Coupe de la Ligue | 1              | 2              | 0              |
| 2006-2007 | Ligue 1           | 19             | 67             | 4              |
| 2006-2007 | Ligue 2           | 5              | 12             | 1              |
| 2007-2008 | Coupe de la Ligue | 1              | 5              | 0              |
| 2007-2008 | Ligue 1           | 20             | 66             | 5              |
| 2007-2008 | Ligue 2           | 4              | 8              | 1              |